# Global Fashion Group
Global Fashion Group (GFG) er en luxembourgsk multinational mode-internethandelsvirksomhed, der satser på vækstøkonomier.
Global Fashion Group (GFG) blev etableret i 2014.